# Ken Sim
Kenneth Sim, plus connu sous le nom de Ken Sim, né le 18 octobre 1970 à Vancouver, est un homme d'affaires et homme politique canadien. Il est maire de Vancouver depuis 2022.

## Biographie
Le 15 octobre 2022, il est élu maire de Vancouver avec 51 % des voix, battant le maire sortant Kennedy Stewart, auquel il succède le 7 novembre suivant.